# Zinstag
Der Zinstag ist in der Zinsrechnung ein Kalendertag, an dem Zinsen für Forderungen oder Verbindlichkeiten berechnet werden.
Ein veralteter Begriffsinhalt definierte als Zinstag denjenigen Tag, an dem Zinsen fällig sind und gezahlt werden. Im Mittelalter wurden Zinsen an bestimmten Tagen im Jahr fällig (so genannte Zinstage) und mussten am Zahltag (beispielsweise am Martinstag) bezahlt werden. Nach Adelung (1791) war der Zinstag ein bestimmter Tag, an welchem gewisse Grund- oder Erbzinsen bezahlt werden müssen. Heute wird mit dem Zinstag ein Kalendertag bezeichnet, der in der Verzinsung berücksichtigt werden muss.

## Rechtsgrundlagen
Die Berechnung der Zinstage orientiert sich an der Fristberechnung des BGB. Nach § 187 Abs. 1 BGB wird der erste Tag nicht als Zinstag berücksichtigt, dafür aber der letzte Tag als Zinstag mitgezählt (§ 188 Abs. 1 BGB). Anders ist dies bei Spareinlagen, bei denen der Tag der Bareinzahlung bereits mitzählt, während die Zinsberechnung am Tag vor der Barauszahlung endet. Grundsätzlich werden innerhalb der Laufzeit alle Kalendertage, auch Samstage, Sonn- und Feiertage, mit berechnet. Somit besteht die Laufzeit ausschließlich aus Zinstagen.

## Zinsformel
Der Zinstag ist Bestandteil der Zinsformel. Sie enthält neben den Zinstagen {\displaystyle t} auch das zu verzinsende Kapital (Forderung oder Verbindlichkeit) {\displaystyle K} und den Zinssatz {\displaystyle p}, so dass sich der Zinsbetrag {\displaystyle Z} wie folgt errechnet:
{\displaystyle Z={\frac {K\cdot p\cdot t}{100\cdot 360}}}.
Diese Formel berücksichtigt die deutsche kaufmännische Zinsberechnungsmethode, bei welcher der Monat stets mit 30 Tagen und das Jahr mit 360 Tagen gerechnet wird (30/360). Hieraus ergibt sich auch der so genannte Tageszins, also der lediglich für einen Zinstag berechnete Zinsbetrag. Er wird ermittelt, wenn die Zinsberechnung des Zahlungsempfängers vom Zahlungspflichtigen durch Zahlung jederzeit beendet werden kann. 
Ein Bestandteil der Zinsformel sind die Zinszahlen, sie ergeben sich aus {\displaystyle {\tfrac {K\cdot t}{100}}}.   

## Wirtschaftliche Aspekte
Aufgrund der Zinsformel ergibt sich, dass mit zunehmender Laufzeit – und konstanten übrigen Formelbestandteilen – sich der Zinsbetrag erhöht. Einfluss auf den Zinsbetrag nimmt vor allem die Zinsberechnungsmethode, denn es gibt nicht nur eine deutsche kaufmännische, sondern auch die Eurozinsmethode, englische Zinsmethode, US-Zinsmethode und die taggenaue Methode.  
Vergleich
Ein Kapital von 3.000 Euro mit einer Laufzeit vom 21. Februar bis 12. Mai (kein Schaltjahr) wird mit 4 % per annum verzinst. Hieraus ergeben sich je nach Zinsberechnungsmethode folgende Unterschiede:
| Zinsberechnungsmethode          | Anzahl Zinstage | Zinsbetrag |
| ------------------------------- | --------------- | ---------- |
| deutsche (30/360)               | 81              | 27,00 Euro |
| Eurozinsmethode (act/360)       | 80              | 26,67 Euro |
| englische Zinsmethode (act/365) | 80              | 26,30 Euro |
| US-Zinsmethode (30(28-29)/360)  | 80              | 26,67 Euro |
| taggenaue Methode (act/act)     | 80              | 26,30 Euro |

Die Abkürzung „act“ steht für tatsächlich (englisch actual) und soll darauf hinweisen, dass Monat oder Jahr für die Zinsberechnung genau am Kalender ausgerichtet werden. 
Der niedrigste Zinsbetrag fällt nach der englischen und taggenauen Zinsmethode, der höchste nach der deutschen Zinsmethode an. Dadurch sind Zinsgläubiger bei der deutschen Zinsmethode begünstigt und Zinsschuldner entsprechend benachteiligt. Im Zinsgeschäft und Finanzkommissionsgeschäft der Kreditinstitute ist die Zins- und Provisionsberechnung für die Höhe der Kreditzinsen im Kreditgeschäft und der Habenzinsen im Einlagengeschäft sowie von Provisionen von entscheidender Bedeutung, während im Indifferenzgeschäft Bankgebühren anfallen.